# Panamerikanische Spiele 1951/Tennis
Die Tenniswettbewerbe der I. Panamerikanischen Spiele 1951 wurden vom 27. Februar bis zum 7. März auf der Anlage des Buenos Aires Lawn Tenis Club in Buenos Aires ausgetragen. Es wurden bei Damen und Herren im Einzel und Doppel sowie im Mixedwettbewerb Medaillen vergeben.

## Herren

### Einzel
| Platz | Land        | Spieler         |
| ----- | ----------- | --------------- |
| 1     | Argentinien | Enrique Morea   |
| 2     | Argentinien | Alejo Russell   |
| 3     | Mexiko      | Gustavo Palafox |

### Doppel
| Platz | Land        | Spieler                        |
| ----- | ----------- | ------------------------------ |
| 1     | Argentinien | Enrique Morea Alejo Russell    |
| 2     | Chile       | Luis Ayala Carlos Sanhueza     |
| 3     | Mexiko      | Gustavo Palafox Anselmo Puente |

## Damen

### Einzel
| Platz | Land        | Spielerin                  |
| ----- | ----------- | -------------------------- |
| 1     | Argentinien | María Luisa Terán de Weiss |
| 2     | Argentinien | Felisa Piedrola de Zappa   |
| 3     | Mexiko      | Imelda Ramírez             |

### Doppel
| Platz | Land        | Spielerinnen                                        |
| ----- | ----------- | --------------------------------------------------- |
| 1     | Argentinien | María Luisa Terán de Weiss Felisa Piedrola de Zappa |
| 2     | Mexiko      | Hilde Heyn Imelda Ramírez                           |
| 3     | Brasilien   | Helena Starck Silvia Villari                        |

## Mixed
| Platz | Land        | Spieler                                  |
| ----- | ----------- | ---------------------------------------- |
| 1     | Mexiko      | Imelda Ramírez Gustavo Palafox           |
| 2     | Argentinien | Felisa Piedrola de Zappa Enrique Morea   |
| 3     | Argentinien | María Luisa Terán de Weiss Alejo Russell |

## Medaillenspiegel
| Platz | Land        | Gold | Silber | Bronze | Gesamt |
| ----- | ----------- | ---- | ------ | ------ | ------ |
| 01    | Argentinien | 4    | 3      | 1      | 8      |
| 02    | Mexiko      | 1    | 1      | 3      | 5      |
| 03    | Chile       | —    | 1      | —      | 1      |
| 04    | Brasilien   | —    | —      | 1      | 1      |